# Halk Bankası Spor Kulübü 2017-2018 (pallavolo femminile)
Questa voce raccoglie le informazioni riguardanti l'Halk Bankası Spor Kulübü nelle competizioni ufficiali della stagione 2017-2018.

## Organigramma societario
Area direttiva
- Presidente: Selahattin Süleymanoğlu

Area tecnica
- Allenatore: Cengiz Akarçeşme
- Allenatore in seconda: Haktan Balin
- Assistente allenatore: Emre Altundağ
- Scoutman: Ali Rıza Metin

## Rosa
| N° | Nome              | Ruolo | Data di nascita  | Nazionalità sportiva |
| -- | ----------------- | ----- | ---------------- | -------------------- |
| 1  | Wilma Salas       | S     | 9 marzo 1991     | Cuba                 |
| 2  | Ceyda Durukan     | C     | 8 aprile 1994    | Turchia              |
| 5  | Simge Yalçın      | P     | 28 aprile 1995   | Turchia              |
| 6  | Derya Çayırgan    | L     | 9 ottobre 1987   | Turchia              |
| 7  | Mariana Diaconiţa | O     | 19 agosto 1986   | Turchia              |
| 8  | Eylül Akarçeşme   | L     | 1º ottobre 1999  | Turchia              |
| 9  | Ezgi Dokuzlar     | O     | 11 novembre 1999 | Turchia              |
| 10 | Fulden Ural       | S     | 3 gennaio 1991   | Turchia              |
| 11 | Aslıhan Kılıç     | P     | 21 aprile 1998   | Turchia              |
| 12 | Hande Şimşek      | C     | 4 luglio 1995    | Turchia              |
| 14 | Rachel Sánchez    | C     | 9 gennaio 1989   | Cuba                 |
| 15 | Neşve Büyükbayram | C     | 1º gennaio 1990  | Turchia              |
| 16 | Daimí Ramírez     | S/O   | 8 ottobre 1983   | Cuba                 |
| 17 | Tutku Yüzgenç     | O     | 15 gennaio 1999  | Turchia              |
| 18 | Gülece Güder      | P     | 21 gennaio 1992  | Turchia              |
| 19 | Ezgi Kara         | C     | 27 dicembre 2000 | Turchia              |

## Statistiche

### Statistiche di squadra
| Competizione     | Punti | In casa | In casa | In casa | In trasferta | In trasferta | In trasferta | Totale | Totale | Totale |
| Competizione     | Punti | G       | V       | P       | G            | V            | P            | G      | V      | P      |
| ---------------- | ----- | ------- | ------- | ------- | ------------ | ------------ | ------------ | ------ | ------ | ------ |
| Sultanlar Ligi   | 30,65 | 14      | 7       | 7       | 15           | 3            | 12           | 29     | 10     | 19     |
| Coppa di Turchia | -     | 1       | 0       | 1       | 1            | 0            | 1            | 2      | 0      | 2      |
| Totale           | -     | 15      | 7       | 8       | 16           | 3            | 13           | 31     | 10     | 21     |

G = partite giocate; V = partite vinte; P = partite perse

### Statistiche dei giocatori
| Giocatore      | Campionato | Campionato | Campionato | Campionato | Campionato | Coppa di Turchia | Coppa di Turchia | Coppa di Turchia | Coppa di Turchia | Coppa di Turchia | Totale | Totale | Totale | Totale | Totale |
| Giocatore      | P          | PT         | AV         | MV         | BV         | P                | PT               | AV               | MV               | BV               | P      | PT     | AV     | MV     | BV     |
| -------------- | ---------- | ---------- | ---------- | ---------- | ---------- | ---------------- | ---------------- | ---------------- | ---------------- | ---------------- | ------ | ------ | ------ | ------ | ------ |
| E. Akarçeşme   | 20         | 1          | 0          | 0          | 1          | 2                | 0                | 0                | 0                | 0                | 22     | 1      | 0      | 0      | 1      |
| N. Büyükbayram | 16         | 49         | 27         | 17         | 5          | 2                | 5                | 2                | 2                | 1                | 18     | 54     | 29     | 19     | 6      |
| D. Çayırgan    | 28         | 0          | 0          | 0          | 0          | 1                | 0                | 0                | 0                | 0                | 29     | 0      | 0      | 0      | 0      |
| M. Diaconiţa   | 13         | 24         | 19         | 5          | 0          | -                | -                | -                | -                | -                | 13     | 24     | 19     | 5      | 0      |
| E. Dokuzlar    | 11         | 14         | 10         | 4          | 0          | 2                | 5                | 4                | 1                | 0                | 13     | 19     | 14     | 5      | 0      |
| C. Durukan     | 18         | 69         | 36         | 26         | 7          | 2                | 6                | 3                | 2                | 1                | 20     | 75     | 39     | 28     | 8      |
| G. Güder       | 4          | 1          | 0          | 0          | 1          | 2                | 2                | 1                | 1                | 0                | 6      | 3      | 1      | 1      | 1      |
| E. Kara        | 3          | 0          | 0          | 0          | 0          | 2                | 11               | 9                | 1                | 1                | 5      | 11     | 9      | 1      | 1      |
| A. Kılıç       | 29         | 72         | 16         | 13         | 43         | 0                | 0                | 0                | 0                | 0                | 29     | 72     | 16     | 13     | 43     |
| D. Ramírez     | 28         | 355        | 289        | 46         | 20         | 0                | 0                | 0                | 0                | 0                | 28     | 355    | 289    | 46     | 20     |
| W. Salas       | 24         | 466        | 412        | 27         | 27         | 1                | 0                | 0                | 0                | 0                | 25     | 466    | 412    | 27     | 27     |
| R. Sánchez     | 29         | 357        | 272        | 65         | 20         | 2                | 26               | 22               | 2                | 2                | 31     | 383    | 294    | 67     | 22     |
| H. Şimşek      | 25         | 69         | 35         | 23         | 11         | 2                | 11               | 9                | 1                | 1                | 27     | 80     | 44     | 24     | 12     |
| F. Ural        | 28         | 228        | 177        | 19         | 32         | 2                | 13               | 13               | 0                | 0                | 30     | 241    | 190    | 19     | 32     |
| S. Yalçın      | 24         | 3          | 2          | 1          | 0          | 2                | 4                | 2                | 0                | 2                | 26     | 7      | 4      | 1      | 2      |
| T. Yüzgenç     | 16         | 36         | 27         | 5          | 4          | 0                | 0                | 0                | 0                | 0                | 16     | 36     | 27     | 5      | 4      |

P = presenze; PT = punti totali; AV = attacchi vincenti; MV = muri vincenti; BV = battute vincenti